# PDMI
PDMI (Portable Digital Media Interface) är en standardiserad typ av kontakt för portabla mediaspelare. Det har utvecklats av CEA (Consumer Electronics Association) till standarden ANSI/CEA-2017-A Common Interconnection for Portable Media Players i februari 2010. Standarden har genom ett samarbete mellan över 50 olika företag inom elektronikbranschen tagits fram som ett alternativ till Ipod interface som används uteslutande av Apple.